# Chrysallida leoni
Chrysallida leoni is een slakkensoort uit de familie van de Pyramidellidae. De wetenschappelijke naam van de soort is voor het eerst geldig gepubliceerd in 2011 door Fernández-Garcés, Peñas & Rolán.